# Benefit corporation
Ne pas confondre avec l'album musical de Jethro Tull Benefit ni avec l'entreprise de cosmétique BeneFit ni avec la Certification B Corp
Une benefit corporation (terme anglais dont la signification la plus proche serait « entreprise d'intérêt pour la société ») ou B corporation est une forme américaine d'entreprise à mission conçue pour des entités à but lucratif qui veulent tenir compte de la société et de l’environnement, en plus du profit, dans leur structure de gouvernance et de gestion.
Une flexible purpose corporation se distingue de la benefit corporation dans la mesure où elle ne vise que l'ajout d'une finalité spécifique (caritative, intérêt public, impact positif sur les employés, les fournisseurs, les clients, les créanciers ou le tissu économique de la société, ou encore sur l'environnement en général) à la finalité lucrative poursuivie.

## Présentation générale
Les benefit corporations diffèrent des entreprises traditionnelles en ce qui concerne leurs objectifs, leur responsabilité et leur transparence. Le but d'une benefit corporation est de contribuer à un ou des objectifs présentant un intérêt public d'ordre général, i.e. d'avoir un impact positif significatif sur la société et sur l'environnement. Les directeurs d'une benefit corporation dirigent l'entreprise avec la même autorité que dans une entreprise traditionnelle. Mais alors que dans une entreprise commerciale traditionnelle, les actionnaires recherchent la performance financière ou économique de la compagnie, dans une benefit corporation, ils tiennent compte aussi de sa performance qualitative en regard de ses objectifs non financiers, donc de ses impacts pour la société ou sur l'environnement. 
Les dispositions de reddition de compte supplémentaires imposées aux benefit corporations obligent le dirigeant et les responsables à considérer les impacts de leurs décisions non seulement sur les actionnaires, mais aussi sur la société et l'environnement. Les benefit corporations fournissent également un droit de recours en justice aux actionnaires qu'ils peuvent utiliser pour faire appliquer la mission de l'entreprise lorsqu'ils considèrent qu'elle a échoué à créer ou poursuivre les objectifs extra-financiers qu'elle s'est assignés.
Les dispositions de transparence supplémentaires envers une benefit corporation exigent qu'elle produise un rapport annuel sur sa performance globale dans les domaines sociaux et environnementaux, et en adoptant le point de vue exhaustif, crédible, indépendant et transparent d'une tierce partie. Une benefit corporation n'a pas besoin d'être certifiée ou auditée par une organisation tierce car elle est supposée faire état de son bilan annuel avec la même authenticité qu'une entreprise traditionnelle doit respecter les principes comptables. Une telle compagnie a aussi pour obligation de rendre disponible son bilan annuel auprès du public en le publiant sur son site internet ou en en envoyant une copie gratuitement à quiconque en fait la demande. Dans certains États des États-Unis, les benefit corporations doivent aussi soumettre leur bilan annuel au Secrétaire d’État. Cependant, le Secrétaire d’État n'a aucune gouvernance sur ce rapport annuel.

## Histoire

Statut de la législation sur les benefit corporations par État aux États-Unis. (vert : adopté, rouge : refusé, jaune : en considération, vert foncé : statut comparable « d'entreprise à objet social »)

En avril 2010, le Maryland devient le premier État américain à adopter la législation sur les benefit corporations. En mars 2018, 35 des 50 États américains, ainsi que Washington, D.C., avaient adopté cette nouvelle forme d'entreprise :
| État                 | Date d'adoption  | Date d'entrée en vigueur | Texte de loi               |
| -------------------- | ---------------- | ------------------------ | -------------------------- |
| Arizona              | 30 avril 2013    | 31 décembre 2014         | SB 1238                    |
| Arkansas             | 19 avril 2013    | 18 juillet 2013          | HB 1510                    |
| Californie           | 9 octobre 2011   | 1er janvier 2012         | AB 361                     |
| Colorado             | 15 mai 2013      | 1er avril 2014           | HB 13-1138                 |
| Connecticut          | 24 avril 2014    | 1er octobre 2014         | SB 23, HB 5597 Section 140 |
| Delaware             | 17 juillet 2013  | 1er août 2013            | SB 47                      |
| Floride              | 20 juin 2014     | 1er juillet 2014         | SB 654, HB 685             |
| Hawaï                | 8 juillet 2011   | 8 juillet 2011           | SB 298                     |
| Idaho                | 2 avril 2015     | 1er juillet 2015         | SB 1076                    |
| Illinois             | 2 août 2012      | 1er janvier 2013         | SB 2897                    |
| Indiana              | 30 avril 2015    | 1er juillet 2015         | HB 1015                    |
| Kansas               | 30 mars 2017     | 1er juillet 2017         | HB 2153                    |
| Kentucky             | 7 mars 2017      | 1er juillet 2017         | HB 35                      |
| Louisiane            | 31 mai 2012      | 1er août 2012            | HB 1178                    |
| Maryland             | 13 avril 2010    | 1er octobre 2010         | SB 690/HB 1009             |
| Massachusetts        | 7 août 2012      | 1er décembre 2012        | 2012 Acts, Chapter 238     |
| Minnesota            | 29 avril 2014    | 1er janvier 2015         | SF 2053, HF 2582           |
| Montana              | 27 avril 2015    | 1er octobre 2015         | HB 2458                    |
| Nebraska             | 2 avril 2014     | 18 juillet 2014          | LB 751                     |
| Nevada               | 24 mai 2013      | 1er janvier 2014         | AB 89                      |
| New Hampshire        | 11 juillet 2014  | 1er janvier 2015         | SB 215                     |
| New Jersey           | 10 janvier 2011  | 1er mars 2011            | S 2170                     |
| New York             | 12 décembre 2011 | 10 février 2012          | A4692-a and S79-a          |
| Oregon               | 18 juin 2013     | 1er janvier 2014         | HB 2296                    |
| Pennsylvanie         | 12 octobre 2012  | 1er janvier 2013         | HB 1616                    |
| Rhode Island         | 17 juillet 2013  | 1er janvier 2014         | HB 5720                    |
| Caroline du Sud      | 6 juin 2012      | 14 juin 2012             | HB 4766                    |
| Tennessee            | 20 mai 2015      | 1er janvier 2016         | HB 0767/SB 0972            |
| Texas                | 14 juin 2017     | 1er septembre 2017       | HB 3488                    |
| Utah                 | 1er avril 2014   | 13 mai 2014              | SB 133                     |
| Vermont              | 19 mai 2010      | 1er juillet 2011         | S 263                      |
| Virginie             | 26 mars 2011     | 1er juillet 2011         | HB 2358                    |
| Washington, D.C.     | 8 février 2013   | 1er mai 2013             | B 19-058                   |
| Virginie-Occidentale | 31 mars 2014     | 1er juillet 2014         | SB 202                     |
| Wisconsin            | 27 novembre 2017 | 26 février 2018          | SB298 Act 77               |

L'État de Washington ne possède pas, dans sa législation, de statut de benefit corporation, mais il s'est doté en 2012 d'un statut d'entreprise à objet social (social purpose corporation), dont l'objectif est similaire à celui de la benefit corporation.
L'Italie a été le premier État en Europe, et dans le monde après les États-Unis, à adopter une loi sur les benefit corporations (appelées Società benefit), avec la Loi de Stabilité du 28 décembre 2015 (loi 208/2015, entrée en vigueur le 1er janvier 2016).

## Dispositions desbenefit corporations
Les benefit corporations sont sujettes aux mêmes codes que les entreprises traditionnelles, bien que des dispositions typiques s'appliquent à ces compagnies.
Mission :
- Doit créer des biens publics en général.
- A le droit de définir des fins d'intérêt public spécifique (comme le versement de 50 % des profits à des œuvres de charité).
- La création de biens publics est dans l'intérêt de la benefit corporation.

Responsabilité :
- Les devoirs des directeurs sont de prendre des décisions qui rejoignent les intérêts de l'entreprise.
- Les directeurs et les responsables doivent considérer les effets de leurs décisions sur les actionnaires, les employés, les clients, les fournisseurs, la communauté et l'environnement (en somme, sur les parties prenantes).

Transparence :
- Doit publier un bilan annuel de ses activités selon un standard d'une tierce organisation et dans lequel sont définies, reportées et évaluées ses performances sociales et environnementales.
- Le bilan annuel doit être mis à la disposition à la fois des actionnaires et du public.

Droit de recours en justice :
- Seuls les actionnaires et les directeurs ont un droit de recours en justice.
- Le droit de recours en justice peut avoir lieu lors d'une violation ou d'un défaut de la poursuite d'un intérêt public général ou spécifique, ou lors d'une violation d'un devoir ou d'une norme de conduite.

Changement de contrôle, de but ou de structure :
- Requiert au minimum deux tiers des votes.

Les benefit corporations sont traitées comme les autres entreprises quant aux fins fiscales.